# Serie B (Italia) 2010-11
La temporada de Serie B (Italia) 2010/11 fue la 79ª edición de la Serie B, segunda división del fútbol italiano.
Comenzó el 20 de agosto de 2010 y finalizó el 29 de mayo de 2011.

## Equipos participantes
| Club                                      | Ciudad          | Temporada 2009/10          | Estadio                        | Aforo  |
| ----------------------------------------- | --------------- | -------------------------- | ------------------------------ | ------ |
| U. C. AlbinoLeffe                         | Albino y Leffe  | 11º en Serie B             | Atleti Azzurri                 | 26.393 |
| Ascoli                                    | Ascoli Piceno   | 9º en Serie B              | Cino e Lillo Del Duca          | 20.000 |
| Atalanta B. C.                            | Bérgamo         | 18º en Serie A             | Stadio Atleti Azzurri d'Italia | 24.642 |
| A. S. Cittadella                          | Cittadella      | 6º en Serie B              | Omobono Tenni                  | 9631   |
| F. C. Crotone                             | Crotone         | 8º en Serie B              | Stadio Ezio Scida              | 9.996  |
| Empoli F. C.                              | Empoli          | 10º en Serie B             | Carlo Castellani               | 19.795 |
| Frosinone Calcio                          | Frosinone       | 16º en Serie B             | Stadio Matusa                  | 9.680  |
| U. S. Grosseto F. C.                      | Grosseto        | 7º Serie B                 | Carlo Zecchini                 | 8.350  |
| A. S. Livorno                             | Livorno         | 20º en Serie A             | Stadio Armando Picchi          | 19.238 |
| Modena F. C.                              | Módena          | 12º en Serie B             | Alberto Braglia                | 20.507 |
| Novara Calcio                             | Novara          | 1º Pro Prima Divisione – A | Stadio Alberto Braglia         | 10.106 |
| Padova                                    | Padua           | 19º en Serie B             | Stadio Euganeo                 | 32.336 |
| Pescara Calcio                            | Pescara         | 2º Pro Prima Divisione - B | Stadio Adriatico               | 24.500 |
| Piacenza Calcio                           | Piacenza        | 15º en Serie B             | Leonardo Garilli               | 21.608 |
| Portogruaro                               | Portogruaro     | 1º Pro Prima Divisione – B | Stadio Piergiovanni Mecchia    | 3.335  |
| Reggina                                   | Reggio Calabria | 13º en Serie B             | Oreste Granillo                | 27.763 |
| U. S. Sassuolo                            | Sassuolo        | 4º en Serie B              | Alberto Braglia                | 20.507 |
| A. C. Siena                               | Siena           | 19º en Serie A             | Artemio Franchi (Siena)        | 15.373 |
| Torino F. C.                              | Turín           | 5º en Serie B              | Olímpico de Turín              | 27.994 |
| U. S. Triestina                           | Trieste         | 18º en Serie B             | Nereo Rocco                    | 5.000  |
| A. S. Varese                              | Varese          | 2º Pro Prima Divisione - A | Stadio Franco Ossola           | 8.213  |
| Vicenza Calcio                            | Vicenza         | 14° en Serie B             | Romeo Menti                    | 17.163 |
| Datos actualizados el 29 de mayo de 2011. |                 |                            |                                |        |

## Tabla de posiciones
|  |     | Clasificación Final | Pts | PJ | G  | E  | P  | GF | GC | DG  |
|  | --- | ------------------- | --- | -- | -- | -- | -- | -- | -- | --- |
|  | 1.  | Atalanta            | 79  | 42 | 22 | 13 | 7  | 61 | 35 | +26 |
|  | 2.  | Siena               | 77  | 42 | 21 | 14 | 7  | 67 | 35 | +32 |
|  | 3.  | Novara              | 70  | 42 | 18 | 16 | 8  | 63 | 38 | +25 |
|  | 4.  | Varese              | 68  | 42 | 16 | 20 | 6  | 51 | 34 | +17 |
|  | 5.  | Padova              | 62  | 42 | 15 | 17 | 10 | 63 | 48 | +15 |
|  | 6.  | Reggina             | 61  | 42 | 15 | 16 | 11 | 46 | 40 | +6  |
|  | 7.  | Livorno             | 59  | 42 | 15 | 14 | 13 | 49 | 46 | +3  |
|  | 8.  | Torino              | 58  | 42 | 15 | 13 | 14 | 49 | 48 | +1  |
|  | 9.  | Empoli              | 57  | 42 | 13 | 18 | 11 | 46 | 39 | +7  |
|  | 10. | Modena              | 55  | 42 | 12 | 19 | 11 | 46 | 51 | -5  |
|  | 11. | Crotone             | 54  | 42 | 13 | 15 | 14 | 45 | 50 | -5  |
|  | 12. | Vicenza             | 54  | 42 | 15 | 9  | 18 | 44 | 54 | -10 |
|  | 13. | Pescara             | 53  | 42 | 14 | 11 | 17 | 44 | 48 | -4  |
|  | 14. | Cittadella          | 51  | 42 | 12 | 15 | 15 | 50 | 54 | -4  |
|  | 15. | Grosseto            | 51  | 42 | 12 | 15 | 15 | 43 | 50 | -7  |
|  | 16. | Sassuolo            | 51  | 42 | 13 | 12 | 17 | 42 | 46 | -4  |
|  | 17. | Ascoli              | 50  | 42 | 14 | 14 | 14 | 44 | 48 | -4  |
|  | 18. | AlbinoLeffe         | 49  | 42 | 13 | 10 | 19 | 55 | 66 | -11 |
|  | 19. | Piacenza            | 46  | 42 | 11 | 13 | 18 | 50 | 63 | -13 |
|  | 20. | Triestina           | 40  | 42 | 8  | 16 | 18 | 34 | 57 | -23 |
|  | 21. | Portogruaro         | 40  | 42 | 10 | 10 | 22 | 39 | 63 | -24 |
|  | 22. | Frosinone           | 38  | 42 | 8  | 14 | 20 | 46 | 64 | -18 |

## Play-off
|  | Semifinales | Semifinales | Semifinales |   |        | Final | Final | Final |  |
|  |             |             |             |   |        |       |       |       |  |
|  |             |             |             |   |        |       |       |       |  |
|  | Novara      | 0           | 2           |   |        |       |       |       |  |
|  | Novara      | 0           | 2           |   |        |       |       |       |  |
|  | Reggina     | 0           | 2           |   |        |       |       |       |  |
|  | Reggina     | 0           | 2           |   | Novara | 0     | 2     |       |  |
|  |             |             |             |   | Novara | 0     | 2     |       |  |
|  |             |             | Padova      | 0 | 0      |       |       |       |  |
|  | Varese      | 0           | Padova      | 0 | 0      | 3     |       |       |  |
|  | Varese      | 0           |             |   |        | 3     |       |       |  |
|  | Padova      | 1           | 3           |   |        |       |       |       |  |
|  | Padova      | 1           | 3           |   |        |       |       |       |  |
|  |             |             |             |   |        |       |       |       |  |

## Goleadores
| Jugador          | Equipo     | Goles |
| ---------------- | ---------- | ----- |
| F. Piovaccari    | Cittadella | 23    |
| E. Abbruscato    | Vicenza    | 19    |
| Rolando Bianchi  | Torino     | 19    |
| E. Calaiò        | Siena      | 18    |
| Cristian Bertani | Novara     | 17    |
| Daniele Cacia    | Piacenza   | 17    |
| Claudio Coralli  | Empoli     | 17    |
| Pablo Gonzalez   | Novara     | 15    |
| Davide Succi     | Padova     | 15    |

## Récords
- Mayor número de victorias:  Atalanta (22)
- Menor número de derrotas:  Varese (6)
- Mejor ataque:  Siena (67 goles a favor)
- Mejor defensa:  Varese (34 goles en contra)
- Menor número de victorias:  Triestina y  Frosinone Calcio (8)
- Mayor número de derrotas:  Portogruaro (22)
- Peor ataque:  Triestina (34)
- Peor defensa: | AlbinoLeffe (66)